# Johann Alfred Breuer
Johann Alfred Breuer (* 11. Februar 1866 in Wien; † 21. Jänner 1932 ebenda) war ein österreichischer Tapezierermeister und Politiker (CS). Breuer war Gemeinderat in Wien, Abgeordneter zum Niederösterreichischen Landtag, Mitglied des Wiener Stadtrates und Mitglied des Bundesrates. 
Johann Alfred Breuer lebte als Tapezierermeister in Wien-Wieden (Kleine Neugasse 14) und war Präsident des Deutschösterreichischen Gewerbebundes. Er wirkte zwischen 1900 und 1923 als Gemeinderat in Wien und wirkte hier von 1918 bis 1920 auch als Stadtrat. Dem Niederösterreichischen Landtag gehörte er vom 8. Jänner 1909 bis zum 8. Jänner 1915 an, wobei er als Abgeordneter die Allgemeine Wählerklasse des IV. Bezirks vertrat. Nach dem Ende des Ersten Weltkriegs war Breuer vom 5. November 1918 bis zum 4. Mai 1919 Mitglied des provisorischen Landtags. In der Folge vertrat Breuer vom 1. Dezember 1920 bis zum 21. November 1924 die Christlichsoziale Partei im Bundesrat.